# Parafia polskokatolicka Narodzenia Najświętszej Maryi Panny w Toruniu
Parafia polskokatolicka Narodzenia Najświętszej Maryi Panny w Toruniu – parafia Kościoła Polskokatolickiego w RP położona na terenie diecezji warszawskiej, w dekanacie pomorsko-warmińskim, w Toruniu.

## Historia

### Okres międzywojenny
Pierwsi emisariusze Polskiego Narodowego Kościoła Katolickiego pojawili się w Toruniu w 1921 roku. 5 września 1923 roku 30 zwolenników ks. Franciszka Hodura (zwierzchnika Kościoła) zdecydowało się na założenie parafii. Stowarzyszenie początkowo miało nazywać się jako Polski Kościół Narodowy. Proboszczem parafii został ks. Stanisław Zawadzki. Parafia początkowo była pod wezwaniem Zbawiciela. Świątynia parafialna mieściła się przy ul. Bawarczyków. Pierwsza msza w parafii odbyła się 9 marca 1924 roku. Parafia ta była jedną z pierwszych wspólnot Polskiego Narodowego Kościoła Katolickiego na terenie Polski.
Liczba wyznawców Polskiego Narodowego Kościoła Katolickiego w Toruniu jest trudna do ustalenia. W sprawozdaniach urzędowych i policyjnych dane obejmują lata 1923–1931. Statystyki prowadzono na podstawie spisów osób dokonywanych przez policję w czasie trwania nabożeństw i odczytów. W efekcie wprowadzone liczby mogą być zawyżone o osoby nienależące do parafii, a które były zainteresowane wzięciem udziału w spotkaniach.
Szacunkowa liczba członków parafii w latach 1923–1931:
- 1923 – 150
- 1924 – 250
- 1925 – 300
- 1926 – 400
- 1927 – 300–400
- 1928 – 250–300
- 1929 – ok. 300
- 1930 – ok. 300
- 1931 – 250–300

Parafia polskokatolicka była krytykowana przez prasę endecką i duchownych rzymskokatolickich. Krytyka wynikała z atakowania kościoła rzymskokatolickiego przez Polski Narodowy Kościół Katolicki i jawne wiązanie się z partami lewicowymi. 25 marca 1925 roku prezydent Torunia Antoni Bolt zakazał parafii odprawiania publicznych nabożeństw i celebrowania uroczystości pogrzebowych, używania wybranych tytułów (ksiądz, biskup) i określeń (np. Kościół, parafia). Członkowie parafii byli obserwowani przez policję, a duchowni byli karani grzywnami za odprawianie mszy. Uczestnicy nabożeństw byli wzywani na przesłuchania policyjne, podczas nich byli zastraszani i szykanowani. Nabożeństwa były kilkanaście razy zakłócane przez katolików (zazwyczaj członków Związku Katolickiej Młodzieży Męskiej i Ligi Katolickiej). Policja starała się zapobiegać, głównie czynnym, napaściom. W marcu 1925 roku około 250 katolików uzbrojonych w kamienie próbowało zakłócić pogrzeb Jana Wiśniewskiego. Zmarły miał być pochowany na cmentarzu rzymskokatolickim. Kondukt ochraniały oddziały policji pieszej i konnej. 7 kwietnia 1929 roku na dworcu Toruń Miasto tłum liczący około 2 tys. osób pobił delegację Polskiego Narodowego Kościoła Katolickiego z Grudziądza, która przybyła na uroczystość z okazji piątej rocznicy działalności parafii. Niektórzy członkowie delegacji zdołali schować się w kaplicy na Mokrem, gdzie zostali otoczeni przez tłum. Po kilku godzinach policja udzieliła pomocy delegacji, umożliwiając jej powrót do Grudziądza. W 1924 roku parafia polskokatolicka była skonfliktowana również z toruńskimi baptystami. W lipcu 1931 roku obie strony podpisały porozumienie. Od tego momentu parafia dzierżawiła kaplicę baptystyczną przy ul. Matejki.
Ks. Stanisław Zawadzki w 1925 roku przeniósł się do parafii Zmartwychwstania Pańskiego w Bydgoszczy. W 1925 roku do parafii przyszedł były rzymski zakonnik ks. Kocyłowski. Po nim parafią zarządzali księża: Adam Walichiewicz, Heliodor Rogowski, Izydor Kędzierski, Józef Janik.

### II wojna światowa
Podczas II wojny światowej niemieckie władze okupacyjne zakazały działalności Polskiemu Narodowemu Kościołowi Katolickiemu. W materiałach archiwalnych nie ma informacji dotyczących działalności parafii Narodzenia Najświętszej Maryi Panny w latach 1939–1945.

### Okres powojenny
W 1962 roku reaktywowano parafię. Nabożeństwa odbywały się w prywatnej kamienicy przy ul. Józefa Poniatowskiego 1. Przygotowaniem kaplicy zajęli się bracia ks. Stanisław i Franciszek Kocowie. Kaplicę poświęcił w 1962 roku bp. dr Maksymilian Rode.
W 1993 roku parafia Polskokatolicka w Toruniu zmieniła swój adres. Do spełniania liturgii polskokatolickiej adaptowana została drewniana kaplica ewangelicka, która znajdowała się na cmentarzu św. Jerzego. Pracami adaptacyjnymi kierował ks. Bogdan Skowroński. W 1999 roku opiekę nad parafią przejął ks. dr hab. Mirosław Michalski, który w 2005 roku objął stanowisko proboszcza. W 2000 roku utworzono Międzyszkolny Punkt Katechetyczny, a w 2006 roku założono świetlicę środowiskową z biblioteką i pracownią informatyczną. W 2008 roku parafia liczyła ok. 500 wiernych. 22 marca 2024 roku parafia świętowała stulecie istnienia.